# 厄爾加茲山脈

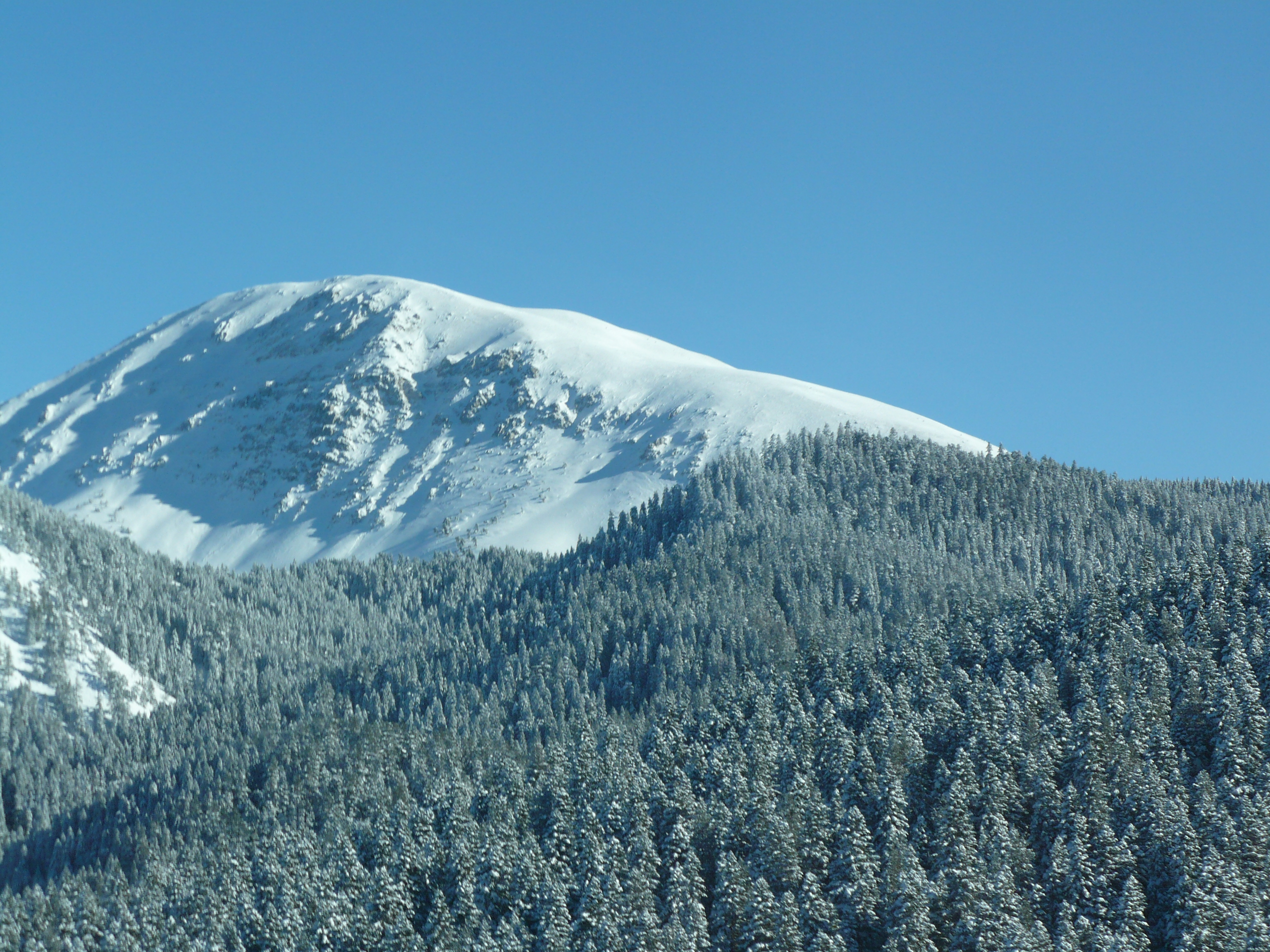
被白雪覆蓋的厄爾加茲山脈一景

厄爾加茲山脈（土耳其語：Ilgaz Dağları，羅馬化：Olgassys）是位於土耳其安那托利亞西北方的山脈，其为本廷山脈的一部分。